# Vertuscht & Verschleiert
Vertuscht & Verschleiert ist das Debütalbum des Lübecker Rapper Albino. Es erschien am 16. Juni 2000.

## Entstehung
Bereits zwei Jahre zuvor hatte Albino mit der EP Lyrischer Widerstand seinen ersten Tonträger veröffentlicht. Die Aufnahmen sowie die Texte für Vertuscht & Verschleiert entstanden teilweise bereits 1999. Als Produzenten fungierten Albino, Boulevard Bou, DJ Flo, DJ Mike, während Albino zugleich als Executive Producer fungierte.

## Gestaltung
Auf dem Cover ist ein unscharfes Foto des Oberkörpers von Albino zu sehen, der damals noch kurze schwarze Haare trug.  Sein rechter Arm ist ausgestreckt, im Vordergrund ist die Fläche seiner rechten Hand zu sehen und im Hintergrund ein weißer bis hellblauer Himmel. In der oberen Hälfte steht in violetten, per Handgeschriebenen, violetten Druckbuchstaben ALBiNO, darunter in kleinerer Schrift und nach rechts versetzt • vertuscht & verschleiert •. Rechts unten sind in kleinen, schwarzen Großbuchstaben die Gastbeiträge verzeichnet.

## Texte

### Gesellschaftskritik und Politik
Wie alle anderen Veröffentlichungen des Künstlers ist auch dieses Album stilistisch dem Conscious Rap zuzuordnen. Intro und Mic-Check beginnt mit einer Tonbandaufnahme von Rudi Dutschke, die mit einer Melodie unterlegt ist – eine Tradition, der Albino auf den meisten seiner späteren Veröffentlichungen treu blieb. Anschließend legt er einen kurzen a cappella-Freestyle hin, der der Überprüfung der Tonqualität des Mikrophon dient.
Auch sonst nimmt Albino auf dem Album oft Bezug auf Rudi Dutschke, so in Ohne Rechte, Die Glorreichen Zwei und Auf der Suche Nach Dutschke. In letzterem geht es um die seiner Meinung nach vorhandene Notwendigkeit, dass eine Person in die Fußstapfen des Studentenführers tritt. Dabei zollt der Künstler Martin Luther King ebenfalls Tribut. Am Ende des Stücks findet sich erneut ein Zitat von Dutschke, in dem dieser sein Verständnis von Revolution darlegt.
Bei Aufbruch thematisiert Albino die gesellschaftlichen Zustände, vor allem im von Boulevard Bou vorgetragenen Refrain wird jedoch Optimismus verbreitet. Bestandsaufnahme ist textlich betrachtet das härteste Stück auf dem Album. Albino wirft hierbei Politikern Verlogenheit vor und arbeitet teilweise mit impliziten Nazivergleichen. Außerdem kritisiert er, dass zu wenig Bereitschaft zum Widerstand gegen die gesellschaftlichen Verhältnisse vorhanden sei.
In Ohne Rechte geht es um Tierrechte. Das Lied beschreibt, wie Tiere innerhalb der westlichen Welt behandelt werden. Es erschien auf dem Nachfolgealbum Vogelfrei in einer Remix-Version, die später Verwendung für ein Tierrechtsvideo fand. Auch in den Folgejahren rappte Albino Ohne Rechte oft auf Tierrechtsdemonstrationen. Es bildete den Auftakt einer Reihe weiterer Stücke zu diesem Thema, die der Künstler später aufnahm, so unter anderen Kein Frieden.
Wie verrückt übt Kritik an den destruktiven Trieben der Menschheit, die sich unter anderem in Form zahlreiche Kriege widerspiegeln würden. Worte, Worte, Nichts als Worte besteht im Wesentlichen aus einer Aneinanderreihung von Sprichwörtern und ist in einem sehr ironischen Unterton gehalten. In Selbstmord, einem Duett mit Torch, das bereits auf dem Album Lyrischer Widerstand erschien, geht es um die Zerstörung der Erde durch die Menschheit.

### Hip-Hip
Retter in der Not, ein Duett mit Nesti, dient der Vorstellung des Musikprojekts Syndikat, unter dessen Namen die beiden Rapper 2005 mit Echolot ein Kollabo-Album herausbrachten. Textlich wird die Bedeutung von Rap für das Duo persönlich thematisiert und das Texteschreiben als eine Art Therapie dargestellt.
A=S² besitzt einen sehr lyrischen und metaphorischen Text mit Anleihen aus dem Spiritualismus und der Astrologie. in Hip Hop Non Stop legen Albino, Nesti und Boulevard Bou ihre Leidenschaft zu Hip-Hop dar; das Stück tendiert stellenweise in Richtung Battle-Rap. Letzterem ist ebenfalls das anschließende Die Glorreichen Zwei zuzuordnen, in dem sich Albino mit  MC A.D.O.P. ein Duell liefert.